# (5328) Nisiyamakoiti
(5328) Nisiyamakoiti – planetoida z pasa głównego asteroid okrążająca Słońce w ciągu 3 lat i 270 dni w średniej odległości 2,41 j.a. Została odkryta 26 października 1989 roku w Kushiro przez Seiji Uedę i Hiroshi Kanedę. Nazwa planetoidy pochodzi od Koichi Nishiyamy (ur. 1938), astronoma amatora, obserwującego meteory oraz zajmującego się poszukiwaniami komet. Przed nadaniem nazwy planetoida nosiła oznaczenie tymczasowe (5328) 1989 UH1.